# Real Infantería de Marina de Tailandia
La Real Infantería de Marina de Tailandia (en tailandés: นาวิกโยธิน แห่ง ราช อาณาจักร ไทย) es la infantería de marina de la Real Armada de Tailandia. La Real Infantería de Marina fue fundada en el año 1932, cuando se formó el primer batallón con la ayuda del Cuerpo de Marines de los Estados Unidos. Fue ampliado a un regimiento en 1940 y este entró en acción contra los guerrilleros comunistas durante los años 1950 y 1960. Durante la década de 1960 el Cuerpo de Marines de Estados Unidos ayudó en su expansión a una brigada. La Real Infantería de Marina de Tailandia ha estado en acción en la frontera con Malasia, en la década de 1970, y ahora su número ha aumentado a siete brigadas.

## Historia
Históricamente en el ejército de Siam no se hacía distinción entre los soldados de infantería del ejército y los de la armada. La primera "Thahan Ma-Rine", que significa "soldados marinos", se formó en 1833, durante el reinado de rey Rama III. "Ma-Rine" era simplemente una transliteración de la palabra inglesa. El desarrollo de la moderna tailandesa Infantería de Marina se puede dividir en tres períodos:

### 1.ª Etapa: Comienzos
Los infantes de marina de los siglos XIX y principios del XX eran pocos en número y sirvieron principalmente como guardia de honor real, que proporcionaba seguridad para el Rey cada vez que viajaba por todo el país.
El 2 de marzo de 1913, sin embargo, el Ministerio de la Marina reorganizó a los infantes de marina. El pelotón de artillería de la Marina se unió al Departamento de comando de operación de los buques y fortalezas, mientras que el pelotón de infantería de Marina en Bangkok fue adscrito a la División de Población del Departamento del Grupo de Asalto Anfibio de la Armada.
La Revolución en 1932 transformó Tailandia de una monarquía absoluta a una monarquía constitucional. Poco después, la Real Infantería de Marina de Tailandia fue reorganizada, y el batallón de vehículos se convirtió en el Batallón de Infantería de Marina de la Estación Marina de Bangkok. Este es considerado el primer Batallón de la Real Infantería de Marina en Tailandia.

### 2.ª Etapa: Época de la posrevolución del 32 (1932-1955)
Desde la revolución hasta la rendición del Imperio de Japón en la guerra del pacífico, donde bastantes infantes de marina tailandeses ayudaron al ejército estadounidense a desalojar y desarmar al ejército japonés en tierras tailandesas.
Unos 6 años después de esto, en 1951, el gobierno tailandés dio la noticia de que iba a disolver la Real Infantería de Marina de Tailandia en otros cuerpos de la Real Armada Tailandesa. Esto se dio durante la guerra de Corea, por lo que Estados Unidos y el Ministerio de la Marina intentaron hacer reconsiderar al gobierno nacional sobre esa decisión.

### 3.ª Etapa: Nueva Era
En 1955, cuatro años después de la decisión por parte del gobierno de disolver a la Infantería de Marina, este admitió que tener una unidad militar de ese tipo podría ser útil, por lo que el 30 de julio creó el Departamento del Cuerpo de Marines, que está vigente hasta nuestros días.

## Organización
- Cuarteles generales de división RTMC (siglas en inglés):
- 3 Regimientos de infantería de Marina, con 9 batallones de la Infantería de Marina (cuatro batallones designados como Guardia Real).
- 1 Regimiento de artillería de Marina, con 3 batallones de artillería de campaña y 1 batallón de artillería antiaérea.
- 1 Batallón de asalto.
- 1 Batallón de reconocimiento (formado en 1965, incluyendo perros y automóviles blindados V-150 Commando).